# Estádio Nacional Vasil Levski
O Estádio Nacional Vasil Levski (em búlgaro: Национален стадион „Васил Левски“), é um estádio localizado no centro da cidade de Sófia, na Bulgária.
Inaugurado em 1953, tem capacidade para 43 632 torcedores, e passou por grandes renovações em 1966 e 2002. O seu nome homenageia o revolucionário e herói nacional búlgaro Vasil Levski.
Sendo o principal estádio do futebol búlgaro, é utilizado pela Seleção Búlgara de Futebol quando manda seus jogos, recebe as finais da Copa da Bulgária, os jogos do Profesionalen Futbolen Klub Levski Sofia na Liga dos Campeões da UEFA e competições de atletismo.
O estádio também tem espaços para receber competições de judô, ginástica artística, basquetebol, boxe, esgrima e tênis de mesa, além de dois salões para conferências e três restaurantes.